# GLRX2
GLRX2 (англ. Glutaredoxin 2) – білок, який кодується однойменним геном, розташованим у людей на короткому плечі 1-ї хромосоми.  Довжина поліпептидного ланцюга білка становить 164 амінокислот, а молекулярна маса — 18 052.
| 10         |  | 20         |  | 30         |  | 40         |  | 50         |
| ---------- |  | ---------- |  | ---------- |  | ---------- |  | ---------- |
| MIWRRAALAG |  | TRLVWSRSGS |  | AGWLDRAAGA |  | AGAAAAAASG |  | MESNTSSSLE |
| NLATAPVNQI |  | QETISDNCVV |  | IFSKTSCSYC |  | TMAKKLFHDM |  | NVNYKVVELD |
| LLEYGNQFQD |  | ALYKMTGERT |  | VPRIFVNGTF |  | IGGATDTHRL |  | HKEGKLLPLV |
| HQCYLKKSKR |  | KEFQ       |  |            |  |            |  |            |

A: Аланін

C: Цистеїн

D: Аспарагінова кислота

E: Глутамінова кислота

F: Фенілаланін

G: Гліцин

H: Гістидин

I: Ізолейцин

K: Лізин

L: Лейцин

M: Метіонін

N: Аспарагін

P: Пролін

Q: Глутамін

R: Аргінін

S: Серин

T: Треонін

V: Валін

W: Триптофан

Кодований геном білок за функцією належить до фосфопротеїнів. 
Задіяний у таких біологічних процесах як транспорт, транспорт електронів, поліморфізм, альтернативний сплайсинг. 
Білок має сайт для зв'язування з іонами металів, іоном заліза, залізо-сірчаною групою, групою 2fe-2s. 
Локалізований у ядрі, мітохондрії.